# Joshua Cheptegei
Joshua Kiprui Cheptegei  (* 12. září 1996) je ugandský vytrvalostní běžec, světový rekordman a olympijský vítěz v běhu na 5000 a 10 000 metrů.

## Kariéra
V roce 2014 se stal juniorským mistrem světa v běhu na 10 000 metrů. Na olympiádě v Rio de Janeiro v roce 2016 v této disciplíně skončil šestý, na poloviční trati doběhl osmý. První seniorským úspěchem se pro něj stalo druhé místo na mistrovství světa v Londýně v roce 2017 v novém osobním rekordu 26:49,94 min. V roce 2019 se již stal na 10 000 metrů mistrem světa v katarském Dauhá časem 26:48,36 min.
Dne 14. 8. 2020 zaběhl v Monaku v běhu na 5000 metrů nový světový rekord časem 12:35,36 min. Drží též světový rekord na 5 km na silnici (12:51 min. z Monaka, vytvořený dne 16. 2. 2020). V průměru tak zvládl každých 400 metrů (1 kolo) za 60,4 sekundy a každý kilometr za 2:31,0 min. Průměrná rychlost rekordního běhu činí 6,62 m/s (23,8 km/h).
Dne 7. 10. 2020 zaběhl ve španělské Valencii v běhu na 10000 metrů nový světový rekord časem 26:11,00 min.
V roce 2021 zvítězil na hrách v Tokiu na 5 000 metrů (12:58,15 min.) a byl stříbrný na 10 000 metrů.
V roce 2024 na Olympijských hrách v Paříži se dočkal vytouženého titulu Olympijského vítěze na své hlavní trati 10 000m, navíc v novém olympijském rekordu 26:43,14 min.

## Osobní rekordy
Dráha
- 5000 m – 12:35,36 min (2020)  (Současný světový rekord)
- 10 000 m – 26:11,00 min (2020)  (Současný světový rekord)